# Taurasi
Taurasi är en ort och kommun i provinsen Avellino i regionen Kampanien i Italien. Kommunen hade 2 316 invånare (2017).